# Киномакс (кинотеатр, Томск)
Кинома́кс-Томск — кинотеатр в Томске, до реконструкции назывался «Родина». Расположен по адресу: улица Розы Люксембург, 73. Входит в федеральную сеть кинотеатров «Киномакс».

## Устройство
Всего в кинотеатре пять залов: «Красный зал» (№ 1) на 389 мест, оборудованный проекторами Ernemann для фильмов на 35-мм плёнке и парой проекторов Christie, позволяющими демонстрировать фильмы в 2D- и 3D-форматах, «Синий» (№ 2) и «Зелёный» (№ 3) залы по 128 мест, «Вишневый» (№ 4) на 102 места и VIP-зал на 36 мест. Все залы, кроме «Зелёного», оснащены оборудованием для цифрового показа. 18 декабря 2013 года, в отдельной пристройке к зданию, был открыт зал IMAX.
В киноцентре действуют три бара: «Попкорн-бар», «Кола-бар» и «VIP-бар», а также кофейня на втором этаже.

## История
Первый в  Томске широкоформатный кинотеатр «Родина» был построен компанией СУ-13 и открыт в 1974 году, первым в нём был показан фильм «Возврата нет». Это был самый крупный кинотеатр города. С середины 1990-х годов кинотеатр долгое время почти не использовался, площадь сдавалась в аренду, изредка проводились кинопоказы на старом оборудовании. В 2003 году компания «Плазма-фильм» взяла здание кинотеатра в аренду у города, вложила в реконструкцию около 30 миллионов рублей. Второе открытие состоялось 21 декабря 2006 года.